# 靖安乡 (甘州区)
靖安乡，是中国甘肃省张掖市甘州区下辖的一个乡镇级行政单位。

## 行政区划
靖安乡共辖以下地区：
上堡村、新沟村、靖平村、靖安村。